# Conquistador!
Conquistador! è un album discografico del musicista free jazz statunitense Cecil Taylor pubblicato nel 1968 dalla Blue Note Records.

## Il disco
L'album Conquistador!, pubblicato cinque mesi dopo rispetto al precedente Unit Structures, risulta maggiormente accessibile, anche se contiene ugualmente musica di non facile assimilazione. L'album è costituito da due lunghi brani di pura improvvisazione sonora dove ai musicisti è lasciata ampia libertà di manovra, ma la narrazione è raccordata da maggiori spunti tematici e melodici, in grado di controbilanciare il flusso improvvisativo che li ha preceduti.
Oltre a Cecil Taylor al pianoforte, i musicisti presenti sul disco sono Andrew Cyrille alla batteria, due contrabbassisti come Henry Grimes e Alan Silva, mentre ad affiancare il tenorsassofonista Jimmy Lyons c'è Bill Dixon alla tromba.
Dopo questo disco, secondo e ultimo album per la Blue Note Records, Taylor tornerà a incidere solo per piccole etichette.

## Tracce
Musiche di Cecil Taylor.
1. Conquistador – 17:55
2. With (Exit) – 19:22
3. With (Exit) [alternate take] (Bonus track nella ristampa CD 1987) – 17:23

- Registrato il 6 ottobre 1966 a New York City

## Crediti
- Cecil Taylor – pianoforte
- Bill Dixon – tromba
- Jimmy Lyons – sassofono alto
- Henry Grimes – contrabbasso
- Alan Silva – contrabbasso
- Andrew Cyrille – batteria